# Wienerwald
Wienerwald là một thị xã thuộc huyện Mödling trong bang Niederösterreich. It is named after the forest Wienerwald.